# Мадонна на луці (Белліні)
«Мадонна на луці» або «Мадонна в зелені» (італ. Madonna del Prato) — картина венеціанського художника доби Відродження Джованні Белліні, написана близько 1505 року.

## Опис
На картині зображені Діва Марія і Немовля Ісус, що спить у неї на колінах. Ця природна поза є відсиланням до П'єти, іконографічної сцени оплакування Марією Христа, в якій мертве тіло Христа лежить у неї на колінах.
На фоні — пейзаж сільськогосподарських угідь і укріплені пагорби найбільшого острову Венеції. Зліва від Марії білий птах, схожий на журавля, атакує змію, що, можливо, є символом боротьби добра і зла. Стерв'ятник в дереві може бути символом смерті.
Довгий час картина вважалася роботою Марко Базаїті. У 1949 році при не дуже вдалому перенесенні з дошки на полотно була пошкоджена в декількох місцях.